# Nathan Eccleston
Nathan Eccleston (Mánchester, Inglaterra, 30 de diciembre de 1990) es un futbolista inglés. Se desempeña como delantero y actualmente juega en el Nuneaton Town F. C. de la Southern Football League de Inglaterra. 

## Selección nacional
Ha sido internacional con la selección de fútbol sub-17 de Inglaterra.

## Clubes
| Club                                | País       | Año       |
| ----------------------------------- | ---------- | --------- |
| Liverpool F. C.                     | Inglaterra | 2009-2012 |
| Huddersfield Town A. F. C. (cedido) | Inglaterra | 2010      |
| Charlton Athletic F. C. (cedido)    | Inglaterra | 2011      |
| Rochdale A. F. C. (cedido)          | Inglaterra | 2011      |
| Blackpool F. C.                     | Inglaterra | 2012-2014 |
| Tranmere Rovers F. C. (cedido)      | Inglaterra | 2012      |
| Carlisle United F. C. (cedido)      | Inglaterra | 2013      |
| Coventry City F. C. (cedido)        | Inglaterra | 2014      |
| Partick Thistle F. C.               | Escocia    | 2014-2015 |
| Kilmarnock F. C.                    | Escocia    | 2015      |
| Békéscsaba 1912 Előre SE            | Hungría    | 2016      |
| Nuneaton Town F. C.                 | Inglaterra | 2019-     |